# Leo Mattei - Unità Speciale
Léo Mattei - Unità Speciale (Léo Matteï, Brigade des mineurs) è una serie televisiva francese poliziesca, prodotta e trasmessa dal 12 dicembre 2013 da TF1.
La serie viene rinnovata per una quinta e una sesta stagione.

## Trama
Léo Mattei è a capo di una squadra che indaga su crimini legati a minori, quali omicidi e sparizioni. Mattei lavora aiutato dal tenente Clara Besson, dal tenente Jonathan Nessib e dalla psicologa Jeanne Delorme.

## Episodi
| Stagione         | Episodi | Prima TV Francia/Belgio | Prima TV Italia |
| ---------------- | ------- | ----------------------- | --------------- |
| Prima stagione   | 2       | 2013                    | 2015            |
| Seconda stagione | 4       | 2014                    | 2015            |
| Terza stagione   | 6       | 2015-2016               | 2017-2018       |
| Quarta stagione  | 4       | 2016                    | 2018            |
| Quinta stagione  | 2       | 2018                    | 2019            |
| Sesta stagione   | 6       | 2019                    | 2019            |
| Settima stagione | 4       | 2020                    | inedita         |
| Ottava stagione  | 6       | 2021                    | inedita         |